# Aleksandr D'jačenko (ciclista)
Aleksandr Igorevič D'jačenko (in russo Александр Игоревич Дьяченко?, tr. angl. Aleksandr Dyachenko; Kazakistan, 17 ottobre 1983) è un ex ciclista su strada kazako, professionista dal 2004 al 2015, due volte campione nazionale.

## Carriera
Passato professionista nel 2004 con la Capec, squadra kazaka classificata nella categoria Groupes Sportif III e successivamente come Continental Team, vi rimase fino al termine della stagione 2007, stagione in cui la squadra corse tra i dilettanti. Riuscì tuttavia ad aggiudicarsi il titolo nazionale a cronometro e una tappa al Tour de Bulgarie. L'anno seguente passò in un'altra squadra continental kazaka, la Ulan. Terminò al quinto posto nella prova a cronometro dei campionati nazionali e al decimo in quella in linea e fu poi secondo al Trofeo Città di Castelfidardo. In settembre fu convocato nella selezione kazaka Elite per partecipare ai campionati del mondo di Varese, dove tuttavia non terminò la prova in linea.
Passò dunque nella stagione successiva all'Astana, squadra ProTeam kazaka, con la quale ebbe la possibilità di debuttare nelle principali gare mondiali inserite nel Calendario mondiale UCI. Riuscì a terminare al settimo posto la Volta a Catalunya e prese parte a Liegi-Bastogne-Liegi e Giro di Lombardia. Nel 2010 debuttò nei grandi giri, partecipando prima al Giro d'Italia, in cui si ritirò alla decima tappa, e alla Vuelta a España, che concluse al trentaduesimo posto. Fu di nuovo convocato per i campionati del mondo disputati a Melbourne.
Nel 2011, confermato all'Astana, oltre a partecipare ancora ai due grandi Giri corsi nella stagione precedente, terminò terzo nella prova a cronometro dei campionati nazionali, quarto in quella in linea e fu nono nella cronometro ai campionati del mondo di Copenaghen. Nel 2012 concluse secondo al Presidential Cycling Tour of Turkey ma, in seguito alla squalifica per doping del vincitore, il bulgaro Ivajlo Gabrovski, gli venne assegnata la vittoria di una tappa e della classifica finale della corsa. Nel 2013 si aggiudicò il titolo nazionale in linea, bissando il titolo a cronometro vinto nel 2007. Concluse il contratto con l'Astana a fine 2015, dopo essere rimasto inattivo per tutta la stagione, ponendo così fine alla propria carriera professionistica.

## Palmarès
- 2007 (Capec)

Campionati kazaki, Prova a cronometro
4ª tappa Tour de Bulgarie
- 2012 (Astana)

3ª tappa Presidential Cycling Tour of Turkey (Adalia > Elmali)
Classifica generale Presidential Cycling Tour of Turkey
- 2013 (Astana)

Campionati kazaki, Prova in linea

## Piazzamenti

### Grandi Giri
- Giro d'Italia

2010: ritirato (10ª tappa)
2011: 110º
2012: 119º
- Vuelta a España

2010: 32º
2011: 102º
2012: 137º

### Classiche monumento
- Liegi-Bastogne-Liegi

2009: 54º
- Giro di Lombardia

2009: 60º
2012: ritirato

### Competizioni mondiali
- Campionati del mondo

Varese 2008 - In linea Elite: ritirato
Melbourne 2010 - In linea Elite: 88º
Copenaghen 2011 - Cronometro Elite: 9º
Limburgo 2012 - Cronometro Elite: 42º
Limburgo 2012 - In linea Elite: ritirato
Ponferrada 2014 - Cronometro Elite: 26º
Ponferrada 2014 - In linea Elite: 78º